# Kalisari (Sayung)
Kalisari is een bestuurslaag in het regentschap Demak van de provincie Midden-Java, Indonesië. Kalisari telt 9033 inwoners (volkstelling 2010).